# Monoiodure d'or
Le monoiodure d'or, ou iodure d'or(I), est un composé chimique de formule AuI. Il se présente sous la forme d'une poudre cristallisée jaune qui se décompose progressivement à la lumière, à l'humidité ou au contact avec l'eau, la réaction étant plus rapide avec l'eau chaude. Ses complexes sont cependant bien plus stables.
Il peut être obtenu en maintenant à 120 °C de l'or et de l'iode I2 dans un tube scellé pendant quatre mois, durée qui peut être raccourcie en augmentant significativement la température.